# Осуюс
Осу́юс (англ. Osoyoos, МФА: [ɒˈsuːjuːs], застаріла вимова [ˈsuːjuːs]) — містечко в Канаді, у провінції Британська Колумбія, у складі регіонального округу Оканаґан-Сімілкамін.

## Населення
За даними перепису 2016 року, містечко нараховувало 5085 осіб, показавши зростання на 5,0 %, порівняно з 2011-м роком. Середня густина населення становила 598,2 осіб/км².
З офіційних мов обидвома одночасно володіли 280 жителів, тільки англійською — 4 640, а 55 — жодною з них. Усього 805 осіб вважали рідною мовою не одну з офіційних, з них 5 — одну з корінних мов, а 30 — українську.
Працездатне населення становило 42,3 % усього населення, рівень безробіття — 7,2 % (9,4 % серед чоловіків та 5,4 % серед жінок). 79,7 % осіб були найманими працівниками, а 20,1 % — самозайнятими.
Середній дохід на особу становив $35 684 (медіана $28 256), при цьому для чоловіків — $41 902, а для жінок $30 070 (медіани — $34 723 та $23 979 відповідно).
30 % мешканців мали закінчену шкільну освіту, не мали закінченої шкільної освіти — 20,7 %, 49,3 % мали післяшкільну освіту, з яких 24,3 % мали диплом бакалавра, або вищий, 15 осіб мали вчений ступінь.
| Статево-вікова структура населення | Статево-вікова структура населення | Статево-вікова структура населення | Статево-вікова структура населення | Статево-вікова структура населення |
| ---------------------------------- | ---------------------------------- | ---------------------------------- | ---------------------------------- | ---------------------------------- |
|                                    |                                    |                                    |                                    |                                    |
| Всього                             | Всього                             | 47,2%52,8%                         |                                    |                                    |
| 0 — 14 років                       | 0 — 14 років                       |                                    | 9%                                 | 9%                                 |
| 15 — 64 років                      | 15 — 64 років                      |                                    | 48,2%                              | 48,2%                              |
| 65 і більше                        | 65 і більше                        |                                    | 42,8%                              | 42,8%                              |
| 85 і більше                        | 85 і більше                        |                                    | 5,9%                               | 5,9%                               |
| 100 і більше                       | 100 і більше                       |                                    | 0,1%                               | 0,1%                               |
| Середній вік (років)               | Середній вік (років)               | 54,456,2                           | 55,4                               | 55,4                               |
| Медіана (років)                    | Медіана (років)                    | 61,162,5                           | 61,9                               | 61,9                               |
| — чоловіки — жінки                 |                                    |                                    |                                    |                                    |

| Походження мешканців:     | Походження мешканців:     | Походження мешканців: | Походження мешканців: | Походження мешканців: |
| ------------------------- | ------------------------- | --------------------- | --------------------- | --------------------- |
| Походження                |                           |                       | осіб                  | %                     |
| Корінні американці        | Корінні американці        |                       | 275                   | 5.66%                 |
| Інше північноамериканське | Інше північноамериканське |                       | 1 005                 | 20.68%                |
| Європейське               | Європейське               |                       | 4 030                 | 82.92%                |
| британське                | британське                |                       | 2 290                 | 47.12%                |
| французьке                | французьке                |                       | 500                   | 10.29%                |
| українське                | українське                |                       | 350                   | 7.2%                  |
| Латинськоамериканське     | Латинськоамериканське     |                       | 50                    | 1.03%                 |
| Карибське                 | Карибське                 |                       | 30                    | 0.62%                 |
| Африканське               | Африканське               |                       | 25                    | 0.51%                 |
| Азійське                  | Азійське                  |                       | 300                   | 6.17%                 |
| Океанійське               | Океанійське               |                       | 20                    | 0.41%                 |

| Зайнятість населення за галузями (за класифікацією NOC): | Зайнятість населення за галузями (за класифікацією NOC): | Зайнятість населення за галузями (за класифікацією NOC): | Зайнятість населення за галузями (за класифікацією NOC): | Зайнятість населення за галузями (за класифікацією NOC): |
| -------------------------------------------------------- | -------------------------------------------------------- | -------------------------------------------------------- | -------------------------------------------------------- | -------------------------------------------------------- |
|                                                          |                                                          |                                                          |                                                          |                                                          |
| Управління                                               | Управління                                               |                                                          | 11,5%                                                    | 11,5%                                                    |
| Бізнес, фінанси та адміністрування                       | Бізнес, фінанси та адміністрування                       |                                                          | 10,2%                                                    | 10,2%                                                    |
| Природничі та прикладні науки                            | Природничі та прикладні науки                            |                                                          | 3,5%                                                     | 3,5%                                                     |
| Охорона здоров'я                                         | Охорона здоров'я                                         |                                                          | 5,9%                                                     | 5,9%                                                     |
| Освіта, правозахист, муніципальні та урядові служби      | Освіта, правозахист, муніципальні та урядові служби      |                                                          | 7%                                                       | 7%                                                       |
| Мистецтво, культура, відпочинок та спорт                 | Мистецтво, культура, відпочинок та спорт                 |                                                          | 2,4%                                                     | 2,4%                                                     |
| Роздрібна торгівля та послуги                            | Роздрібна торгівля та послуги                            |                                                          | 34,6%                                                    | 34,6%                                                    |
| Гуртова торгівля, транспорт та обладнання                | Гуртова торгівля, транспорт та обладнання                |                                                          | 14,7%                                                    | 14,7%                                                    |
| Природні ресурси, сільське господарство                  | Природні ресурси, сільське господарство                  |                                                          | 6,7%                                                     | 6,7%                                                     |
| Виробництво                                              | Виробництво                                              |                                                          | 2,9%                                                     | 2,9%                                                     |

## Клімат
Місто знаходиться у зоні, котра характеризується кліматом степів і напівпустель. Найтепліший місяць — липень із середньою температурою 21.8 °C (71.3 °F). Найхолодніший місяць — грудень, із середньою температурою -0.9 °С (30.4 °F).
| Клімат Осуюса           | Клімат Осуюса | Клімат Осуюса | Клімат Осуюса | Клімат Осуюса | Клімат Осуюса | Клімат Осуюса | Клімат Осуюса | Клімат Осуюса | Клімат Осуюса | Клімат Осуюса | Клімат Осуюса | Клімат Осуюса | Клімат Осуюса |
| Показник                | Січ.          | Лют.          | Бер.          | Квіт.         | Трав.         | Черв.         | Лип.          | Серп.         | Вер.          | Жовт.         | Лист.         | Груд.         | Рік           |
| Абсолютний максимум, °C | 17,5          | 17            | 23,5          | 32,8          | 36            | 37,8          | 39,5          | 39,4          | 35            | 28,9          | 21,1          | 14            | 39,5          |
| Середній максимум, °C   | 2             | 5,9           | 12,5          | 17,9          | 22,1          | 25,7          | 29,4          | 29,1          | 23,8          | 15,8          | 7,1           | 1,6           | 16,1          |
| Середня температура, °C | −0,7          | 1,6           | 6,6           | 11,1          | 15,2          | 18,7          | 21,9          | 21,4          | 16,5          | 10            | 3,7           | −0,9          | 10,4          |
| Середній мінімум, °C    | −3,4          | −2,7          | 0,5           | 4,2           | 8,2           | 11,7          | 14,2          | 13,6          | 9             | 4,2           | 0,3           | −3,4          | 4,7           |
| Абсолютний мінімум, °C  | −26,1         | −24,4         | −14           | −7,8          | −1,1          | 0,6           | 4,5           | 5             | −1,5          | −10,5         | −22,5         | −26,5         | −26,5         |
| Норма опадів, мм        | 28.8          | 22.3          | 24            | 24.2          | 37.1          | 41.7          | 24.6          | 17.3          | 14.9          | 18.6          | 33.8          | 35.8          | 323.2         |
| ----------------------- | ------------- | ------------- | ------------- | ------------- | ------------- | ------------- | ------------- | ------------- | ------------- | ------------- | ------------- | ------------- | ------------- |
| Джерело: Weatherbase    |               |               |               |               |               |               |               |               |               |               |               |               |               |